# Hugo Gebert
Karl Friedrich Adolf Hugo Gebert (* 9. November 1888 in Bremen; † 30. August 1944 ebenda) war ein deutscher Jurist und Politiker.

## Leben
Als Sohn eines Lehrers geboren, studierte Gebert nach dem Besuch des Alten Gymnasiums Bremen Rechtswissenschaften in Erlangen und Kiel. Während seines Studiums wurde er 1907 Mitglied der Burschenschaft der Bubenreuther in Erlangen. Sein Studium schloss er mit Examen 1912 und Promotion zum Dr. iur. 1914 ab.
Im Ersten Weltkrieg diente er zuletzt als Oberleutnant der Reserve. In der Zeit der Novemberrevolution stand er auf Seiten des Bürgertums und bestätigte sich politisch, weshalb er 1918 durch den Bremer Soldatenrat/Spartakusbund festgenommen und zum Tod verurteilt wurde. Das Urteil konnte jedoch nicht vollstreckt werden, da die Bevölkerung für seine Freilassung protestierte. Gebert wurde Mitglied der Deutschen Volkspartei und legte 1920 sein Zweites Staatsexamen ab. Er war als Rechtsanwalt in Bremen tätig, später auch als Notar. Auch wurde er Geschäftsführer der Bremer Industriegesellschaft mbH.
1921 wurde er als Kandidat der Deutschen Volkspartei in die Bremischen Bürgerschaft gewählt, der er 1933 – u. a. 1933 als Erster Vizepräsident – bis zur Auflösung am 14.10.1933 angehörte. 1937 wurde er Mitglied der NSDAP. Von 1933 bis 1942 war er Leiter des industriellen Luftschutzes in Bremen und Vertrauensstelle für den Werkluftschutzbereich Bremen. Von 1933 bis 1939 war er Präsident der Bremer Eiswette, die er ganz im Sinne des NS-Senats führte.
Er starb bei einem der Luftangriff auf Bremen am 30.08.1944 in seinem Wohnhaus in der Elsasserstr. 106; seine Urne wurde auf dem Riensberger Friedhof beigesetzt.
Gebert war seit 1918 verheiratet mit Hedwig Johanna Clothilde Zang (1895–1973).

## Veröffentlichungen
- Die völkerrechtliche Denationalisierung der Piraterie. Kiel 1914 (Dissertation).